# 임실 덕천리 가침박달나무 군락
임실 덕천리 가침박달나무 군락(任實 德川里 가침박달群落)은 대한민국의 천연기념물 제387호이다.
이 가침박달나무 군락은 남부지방에 자라고 있는 매우 보기 드문 대규모 군락지로서 식물분포학상 가치가 높아 천연기념물로 지정·보호하고 있다. 이 가침박달나무 군락은 직선거리 500m 내에 약 280그루, 3km 내에 다시 300그루 정도의 무리를 이루고 있어 그 규모가 매우 크다. 나무의 높이는 대부분 2∼3m 정도이며, 숲 가장자리를 따라 자라고 있다.
가침박달나무는 한국에서 1종 1변이종이 자라고 있다. 주로 중부 이북에 분포하고 있다고 알려져 있으며, 남부지방인 임실군 관촌은 가침박달나무 분포의 남쪽한계선으로서 식물분포 지리학상 귀중한 자료가 되고 있다. 현재 가침박달나무 군락의 보호를 위하여 공개제한지역으로 지정되어 있어 관리 및 학술 목적등으로 출입하고자 할때에는 문화재청장의 허가를 받아 출입할 수 있다.

## 가침박달나무
가침박달나무는 산기슭 및 산골짜기에서 자라는 나무로서, 가지는 적갈색으로 털이 없으며 꽃은 4∼5월에 핀다. ‘가침박달’의 ‘가침’은 실로 감아 꿰맨다는 ‘감치다’에서 유래한 것으로 보이며 실제로 가침박달나무의 열매를 보면 씨방이 여러 칸으로 나뉘어 있고 각 칸은 실이나 끈으로 꿰맨 것처럼 되어 있다. 또한 ‘박달’은 나무의 질이 단단한 박달나무에서 비롯된 것으로 보인다.